# Sinclair Lewis
Sinclair Lewis (Sauk Centre, Minnesota, 7. veljače 1885. – Rim, 10. siječnja 1951.), američki književnik i dobitnik Nobelove nagrade za književnost 1930. time postavši prvi Amerikanac koji je dobio tu nagradu.

## Životopis
Rođen je 1885., imao je život ispunjen raznovrsnim iskustvima, korisnim za stvaranje široke vizije američkog društva, čiju će snažnu sliku dati u svojim romanima. Tako je on prekinuo studije na sveučilištu Yale, i otišao raditi na Panamskom kanalu. Vraća se na Yale i diplomira 1908. godine. Idućih godina puno je putovao po Americi, radeći kao izvjestitelj mnogih listova i agencija. U početku, dok još nije našao svoj pravi put, pisao je bulevarsku prozu, priče i romane, sve dok 1920. nije objavio roman „Glavna ulica” i postigao ogroman uspjeh. Za kratko vrijeme bilo je rasprodano pola milijuna primjeraka, a roman je preveden na gotovo sve europske jezike.
Uslijedili su potom romani: „Kraljevska krv”, „Babbitt”, „Elmer Gantry”, „Čovjek koji je poznavao Coolidgea”, „Dodsworth”, „Arrowsmith”, „Ann Vickers”, „Umjetničko djelo”, „To je ovdje nemoguće”. Njima je Lewis izbio u red velikih realističkih pisaca suvremene Amerike, s podjednakim poznavanjem opisujući život različitih slojeva i vrlo različitih junaka. Snažna satirička, kritička nota izazivala je često proturječje reakcije javnosti. Od pohvala kritike i slobodoumnih intelektualaca – do poziva na bojkot, linč, uhićenje. Sinclair Lewis je jedan od najslavnijih pisaca takozvane izgubljene generacije. Nobelovu nagradu za književnost dobio je 1930. godine. Preminuo je 1951. u Rimu od posljedica trajnog alkoholizma.

## Vanjske poveznice
- Online collection of works  Arhivirana inačica izvorne stranice od 6. prosinca 2008. (Wayback Machine)
- Djela Sinclair Lewis na Projekt Gutenbergu
- his vigorous and graphic art of description and his ability to create, with wit and humour, new types of characters.
- Sinclair Lewis Society  Arhivirana inačica izvorne stranice od 16. siječnja 2009. (Wayback Machine)